# Smicrotatodelphax perkinsi
Smicrotatodelphax perkinsi är en insektsart som beskrevs av George Willis Kirkaldy 1906. Smicrotatodelphax perkinsi ingår i släktet Smicrotatodelphax och familjen sporrstritar. Inga underarter finns listade i Catalogue of Life.